# بورتريه بيروجينو
بورتريه بيروجينو هي صورة للرسام الإيطالي من عصر النهضة بيترو بيروجينو، تنسب إلى تلميذه رافائيل أو إلى لورينزو دي كريدي. رسمت حوالي عام 1504 وهي محفوظة حاليًا في معرض أوفيزي في فلورنسا.
كانت اللوحة معروفة بوجودها في المعارض الفلورنسية منذ عام 1704 على الأقل، حيث تعرف عليها آنذاك على أنها صورة لمارتن لوثر ونُسبت إلى هانز هولباين الأصغر. في تعليق عام 1825 على كتاب حياة الفنانين لجورجو فازاري، صنفت على أنها بورتريه لفروكيو بريشة لورينزو دي كريدي. في عام 1922، نسبها أدولفو فينتوري إلى بيروجينو نفسه، بينما ظهرت نسبة العمل إلى رافائيل في ثلاثينيات القرن العشرين.
تأكد اليوم من هوية بيروجينو بفضل التشابه الواضح مع صورته الذاتية في كوليجو ديل كامبيو. توجد نسخ من هذه اللوحة في فيينا، لندن، برغامو، روما، وفي معارض الأكاديمية في البندقية.